# Bad Vigaun
Bad Vigaun (fino al 2002 Vigaun, latino: Vicone) è un comune austriaco di 2 034 abitanti nel distretto di Hallein, nel Salisburghese.